# 마보리카이간역
마보리카이간역(일본어: 馬堀海岸駅、まぼりかいがんえき)(영어: Maborikaigan Station)은 가나가와현 요코스카시 마보리초 3초메 80번에 있는 게이힌 급행 전철 본선의 역이다. 역번호는 KK63.

## 역 구조
상대식 승강장 2면 2선이 있는 지상역으로, 승강장은 북쪽의 하행선이 1번 선, 남쪽의 상행선이 2번 선으로, 각각 우라가, 가타모, 시나가와 방면의 열차가 발착한다. 자동 개찰·자동 매표기가 설치되어 있으며 유인역이다.
지형 때문에 개찰구는 승강장 아래에 있어서 고가역 분위기가 있다. 1986년 이전에는 하행 승강장의 오쓰 방면에 개찰구와 역사가 있어서 상행 승강장으로 가기 위해서는 건널목을 건너가는 구조였다. 계단과 당시 역사의 마루 슬라브 일부가 현재까지 남아 있다.

## 역 주변
역명은 역 가까이에 있는 해안의 이름에서 따왔다. 역의 북쪽은 1950년대까지 해수욕장이었다가 지금은 매립해 세이부 부동산의 신흥 주택지가 되었다.
- 방위 대학교
- 요코스카 마보리 해안 우체국
- 쇼난신용금고 마보리 지점
- 요코하마 은행 마보리 지점
- 세이유 마보리점
- 국도 16호

## 역사
- 1930년 4월 1일 - 개업.
- 1941년 11월 1일 쇼난 전기 철도와 게이힌 전기 철도가 합병, 게이힌힌 전기 철도의 역이 된다.
- 1942년 5월 1일 게이힌 전기 철도가 도쿄 요코하마 전철에 합병. 도쿄 급행 전철(다이토큐)의 역이 된다.
- 1948년 6월 1일 게이힌 급행 전철이 발족, 게이힌 급행 전철의 역이 된다.

## 인접역
| 게이힌 급행 전철 ■ 구리하마 선 | 게이힌 급행 전철 ■ 구리하마 선 | 게이힌 급행 전철 ■ 구리하마 선 |
| ------------------------------ | ------------------------------ | ------------------------------ |
| KK62 게이큐 오쓰 시나가와 방면 | 특급                           | KK64 우라가 방면               |
| KK62 게이큐 오쓰 시나가와 방면 | 보통                           | KK64 우라가 우라가 방면        |